# 魔法零蛋
《魔法零蛋》是「週刊少年Jump」（集英社）2006年23號至2008年25號期間連载，並以魔法為主题的学園漫畫。作者為恭弘。

## 内容简介
主人公九澄大賀落榜的私立聖風高中是一個魔法學校。大賀來聖風高中之前，被教師柊賢二郎誤認做本校學生而強行拉入。由此大賀面臨被學校消除記憶的危險，而柊同樣會因此被開除。這時依照九澄的提議而成為了聖風高中的學生，柊也為了保住自己的職位協助無法使用魔法的九澄。
- 九澄大賀入學篇：M:1-4
- 小組編成篇：M:5-7
- M0卡片篇：M:8-10
- 魔法執行部篇：M:11-18

- 魔法試驗篇：M:19-27
  - 第一試驗篇：M:19-21
  - 第二試驗篇：M:22-24
  - 第三試驗篇：M:25-27

- 藥品部・洞窟篇：M:28-35
- 魔法班際對抗賽篇：M:36-52
- 回到過去篇：M:53-57

- 暑假篇：M:58-M:66
  - 自我訓練篇：M:58-M:61
  - M0強化篇：M:62-M:66

- 三年級執行部篇：M:67-M:70
- 學園祭篇：M:71-M:82

- 第二次魔法考試篇：M:83-M:87
- 10%BMP篇：M:88-M:93
- 正常恋爱搞笑剧情篇：M:94-M:96
- 九澄转学风云篇：M:97-M:99

## 登場人物

### 主要角色(1年C班 6組)
- 九澄大賀（ - ）

魔法卡等級：訪客用魔法卡(M:2)→M0卡(M:10)→BM0（10%）(M:93)
主角(「大賀九澄」日文音同「已經退學」)。在某次意外中進入了曾經落榜的聖凪高中。
由於入學時的意外，被其他學生誤認為是擁有黃金卡片的天才。唯一能使用的魔法是M0卡片獨特的「無效化」。
喜歡愛花。擅長打架，入學考試的筆試部份尚在及格邊緣，但面試卻因愛花的影响而一塌糊塗（不过事实上即使正常发挥也不能成功）。
拜最害怕的老姐所賜，擁有超強的警覺性和集中力。體力和毅力也達到不正常的地步，跑步也很快。
雖然沒有魔力，但是憑著智慧，機智地把一個又一個挑戰都打敗。
到後期和露西成為好友，亦會用由魔藥變出的小白。
- 柊愛花（ - ）

魔法卡等級：赤鐵卡→白鐵卡(M:27)
女主角。教務主任－柊賢二郎的獨生女。母親已去世。
待人親切，擅長家事。但在魔法課程上有些笨拙。
非常愛笑，對於各類笑話尤其是冷笑話非常敏感。
使用的魔法除了聲震炮外，其他都是視覺（幻覺）魔法。
對九澄有好感。
在班際比賽中幫助九澄獲勝。
下將棋的超級高手。
- 伊勢薰（ - ）

魔法卡等級：赤鐵卡→鉻卡(M:27)
算是九澄的損友，為人好色。
基本上除了磁化魔法以外，其他魔法都不擅長。
其兄為伊勢聰史，對哥哥有強烈的競爭意識。
後來受到九澄的鼓勵打敗哥哥。
- 三國久美（ - ）

魔法卡等級：赤鐵卡→白鐵卡(M:27)
國小、國中都與愛花和千夜同校，善於格鬥技。
偶像是九澄的姊姊胡玖葉，天敵是蝸牛。
- 乾深千夜（ - ）

魔法卡等級：赤鐵卡→白鐵卡(M:27)
雙魚座，O型，綽號千千，喜歡神秘學，興趣是收集詭異的玩具。用冷笑話引愛花發笑是她每天的樂趣之一。夢想是長的比久美高。

### 魔法執行部
- 永井龍堂（ - ）

魔法卡等級：銀卡
魔法執行部(學生會)A校舍(一、二年級使用的校舍)支部長，二年級。魔法實力是A校舍學生最強的，但卻是個運動白癡，且出乎意料的膽小。
- 宇和井玲（ - ）

魔法卡等級：銀卡
魔法執行部A校舍副支部長，二年級。個性大而化之，非常信賴支部長，但也對他有很強的競爭意識。
- 八條宗二（ - ）

魔法卡等級：銀卡
魔法執行部A校舍二年級生，個性文靜穩重，平常總是被宇和井 玲使喚，執行部裡最認真工作的人。
- 里谷誠（ - ）

魔法卡等級：銅卡
魔法執行部A校舍二年級生，雖然是銅卡但實力不比其他人遜色，夾娃娃機達人。
- 沼田遙（ - ）

魔法卡等級：銅卡
魔法執行部A校舍二年級生，平常負責事務管理，緊急時也會擔任輔助工作。

### 一年C班

#### 3組
- 津川駿（ - ）

魔法卡等級：赤鐵卡→白鐵卡(M:39)
以魔法考試的表現判斷應該是使用加速系魔法
道具是滑板-韋馱天號
個性天不怕地不怕，朋友也很多，其中跟九澄、伊勢交情特別好，跟堤本則是從國中就開始的死黨。玩滑板玩了4年。非常討厭認輸，會不斷挑戰對手，直到自己獲勝為止。
情人是下田明步。
- 下田明步（ - ）

魔法卡等級：赤鐵卡→鉻卡
大家習慣叫她班長，實際上她也是C班的班長。身為有著許多問題學生的C班代表，她可是有許多做不完的苦差事，但他還是會秉持著強烈的責任感努力去做。
情人是津川駿。(C班的班對)
- 影沼次郎（ - ）

魔法卡等級：赤鐵卡→白鐵卡
沒什麼存在感的可憐人
C班如影子般不起眼的魔法高手(實際上是C班真正意義上的最強者)。非常怕生總是跟人保持距離。但是即使他把自己孤立起來，週遭的學生倒是都把他當作朋友看待。
- 皆口南南海（ - ）

魔法卡等級：赤鐵卡→鉻卡
對三國抱持著莫名的敵對心理，個性尖酸，十分的不受歡迎。
不願服輸而選擇與三國同樣的強化系魔法，不過大家都認為不適合。(事實上也沒錯)
- 舟木（ - ）

魔法卡等級：赤鐵卡

### 一年F班
- 觀月尚美（ - ）

魔法卡等級：鉻卡
藥品社社員，擅長浮游系的魔法。從國小、國中、高中就老是遇見一些爛男人，所以對男生有很大的偏見。天蠍座，A型。
對九澄有好感。
常用魔法為"昇天使'。
- 大門高彥（ - ）

魔法卡等級：白鐵卡
擁有相當高的魔法天賦的一年級學生。但是，由於魔法使用起來太過順手，一下子就超過了其他同學，反而失去學習的熱誠。
現在將九澄視為敵人，重新燃起鬥志學習。
跟柊愛花學習將棋.
- 小石川拓馬（ - ）

魔法卡等級：白鐵卡
和大門從小就認識的朋友，喜歡觀月，因此把九澄視為情敵（其實是誤會一場）。
- 櫻庭紫紀（ - ）

魔法卡等級：鉻卡
出生豪門世家的大小姐，性格高傲，對自己的魔法相當有自信，考試成績卻不是很好，將B班的時田視為天敵。
- 三科映美理（ - ）

魔法卡等級：白鐵卡
櫻庭紫紀的好友，父親是義大利人的日義混血兒，將頭上的帽子壓低時，行動和發言就會變得很大膽，但只要ㄧ拿掉帽子就會變得很膽小。
- 武部優希（ - ）

魔法卡等級：鉻卡
- 今美可子（ - ）

魔法卡等級：白鐵卡
- 白石淳（ - ）

魔法卡等級：白鐵卡
- 藤重昌祐（ - ）

魔法卡等級：白鐵卡

### 一年D班
- 土屋秀和（ - ）

魔法卡等級：鉻卡
- 竹谷和城（ - ）

魔法卡等級：白鐵卡

### 一年A班
- 輕增根菜津子（ - ）

魔法卡等級：鐵卡
參加各類大胃王比賽連續奪冠的少女，學園祭篇吃巨大章魚燒賽輸給了九澄，家裡開牛排館，所以她本身也很愛吃肉。

### 其他學生
- 伊勢聰史（ - ）

魔法卡等級：銀卡
伊勢薰的哥哥，二年級學生，對九澄非常有興趣。對人冷淡難以親近，但只要成為朋友，就會非常重視對方。
- 桃瀨晶（ - ）

魔法卡等級：鉻卡(M:27)
才女，擅長變身系魔法，擁有瞬間變成其他姿態（生物或無生物）魔法，但是因為等級不高，所以變身時間很短
- 出雲文美（ - ）

魔法卡等級：白鐵卡
家裡開書法補習班，所以擅長書法魔法“書法之魂”。
- 堤本浩巳（ - ）

魔法卡等級：鉻卡(M:27)
- 田島營士夫（ - ）

魔法卡等級：鉻卡(M:27)
- 畑龍馬（ - ）

魔法卡等級：白鐵卡
- 次原豪也（ - ）

魔法卡等級：鉻卡(M:27)
- 冰川今日子（ - ）

魔法卡等級：鐵卡

### 魔法教师
- 柊賢二郎（ - ）

魔法卡等級：金卡
魔法技術主任教員，愛花的父親，常常幫助九澄度過危機。
一開始時不認同九澄，但後來對他改觀。
- 花先音芽（ - ）

魔法卡等級:白金卡
學校中魔力最高的人，聖凪高中的校長。
認為九澄雖沒有擁有魔力的能力，但有使用魔法的才能，對九澄抱有很大期待。
- 大木高男（ - ）

聖凪高中的教師，讨厌九澄上课不认真以及常常嘲笑他的态度。
擅長空間系魔法。
- 百草紀理子（ - ）

聖凪高中的教師。
擅長切斷物體的魔法。
- 門庭福夫（ - ）

聖凪高中的教師，熱愛冷笑話。

### 其他人物
- 露西

生長在聖凪高中後山洞窟的野生種曼陀羅，人類的模樣和語言，是他從過去30年來，來到洞窟的人類身上感應，所學習到的東西，用魔力塑造成型的結果，名字的由來是取自“清秀佳人”的作者露西·莫德·蒙哥馬利
很喜歡九澄，後來跟愛花和觀月成為朋友。不時利用"曼陀羅網絡"作線眼，幫助九澄得到不同的情報。
- 九澄胡玖葉

九澄大賀的姊姊，雖然已經19歲，身高卻只有132公分，總是被當成小朋友看待，雖然不會魔法力量卻很驚人，國中時期就常在各個空手道大賽中奪冠，九澄從小就被她當作訓練用的沙包，但也相當疼愛大賀（大賀眼中最強大的人是生病時做了弟弟被欺負的噩夢而狂化的胡玖葉，也因為生病加上做夢面對的不是大賀而沒有留手，才讓大賀發現其實力比平常把自己當沙包時強上好幾倍），收藏的CD總共有1000張。
- 九澄梢加

九澄大賀的的母親，標準的家庭主婦。
- 花先音彌

聖凪高中前任校長，現任校長花先音芽的父親，102歲，雖然已過世許久但靈魂仍留在聖凪高中，是黑卡級別判定場的負責人。
一開始時不願意幫助九澄，認為只靠體力的九澄沒有資格得到黑卡化的權利。但後來受到九澄的毅力和人品所感染，對九澄另眼相看，暗中支持。
因為在魔法卡黑卡化的過程中，肉體要承受極大痛苦，所以放棄肉體，以靈魂形式存在。
靈魂是少年時期的樣貌。

## 魔法卡種類

### 特殊型
- 訪客用魔法卡
- MO

能夠紀錄學分點數，卻不具備有寫入魔法功能的最低階魔法卡。能夠發動的唯一招式－M0，能夠壓制魔法磁波，使魔法無效化，
代價是會扣除卡片中與魔法相當數量的點數。由於能消除魔法，依據使用方式不同，也能成為最強的卡片。另外，
使用者經過一定的訓練，能使其M0無效化範圍產生形狀改變。
- BMO(10%)

加入10%魔法金屬，已經黑卡化的MO卡。可以把魔法記錄，並使用出來。（只限一次）
因為九澄只通過了黑卡化挑戰的第一級，所以在吸收魔法後，只能把魔法的1/10威力施展出來。

### 基礎金屬型
鐵金屬系
- 赤鐵卡(RI)

容量最低。為一年級入學時所拿到的入門級卡片。
- 鐵卡(I)

赤鐵卡的上階魔法卡。鐵卡、鉻卡、白鐵卡三卡中等級最低的一張。
- 鉻卡(C)

赤鐵卡的上階魔法卡。鐵卡、鉻卡、白鐵卡三卡中等級為中等。
- 白鐵卡(WI)

赤鐵卡的上階魔法卡。鐵卡、鉻卡、白鐵卡三卡中等級最高的一張。容量約為赤鐵卡的兩倍。
銅卡(B)
銀卡(S)
金卡(G)
卡片中的高級別。擁有超大容量，一般為教師使用級別。
釕卡(Ru)
鉑卡(P)
為僅有校長擁有的最高級別卡片，出現於回到原點篇。

### 強化卡(BM0)
即是把自己的魔法卡黑卡化。
功能：可以自由進出魔法校園、校外也可以使用魔法、複製別人的魔法，再使用出來(只可使出1次)

## 主要登場魔法

### 合成魔法
能和其他物體使之完全融合的魔法。柊曾把九澄的「頭」與「螺絲」融合，一年級結束前需達到標準的魔法。
M:1(1卷)

### 物體強化魔法（增強型）
讓物體的外表體積巨大化，或讓形狀變化的魔法。根據對象的不同也可當作武器，有能附加的特殊能力。作品中曾出現過髮夾、OK繃、安全別針等物體的巨大化。三國久美擅長的魔法類型。
| 魔法名稱           | 使用者         | 能力                                                                                                   | 初次登場  |
| ------------------ | -------------- | --- | --------- |
| 鎖鏈魔法           | 伊勢聡史       | 使銀鏈子巨大化，操縱鎖鏈。也能改變為拳擊的手型攻擊目標。同時，魔法增強還能做岀與人一樣大小的人型。     | M:1(1卷)  |
| 湯瓢巨大化魔法     | 柊賢二郎       | 將烹調用品的湯瓢巨大化，對物體具有無差別的消除能力的攻擊性魔法。魔法解除後，被消除的的物品會回復原狀。 | M:1(1卷)  |
| 獸繩（獣縄）           | 柊賢二郎       | 擁有如警犬那樣的能力。得到搜查對象的相關物件情報的話，就可輕易地自動找到目標。而且繩索也有捆綁的能力。 | M:4(1卷)  |
| 課本鎖鏈魔法       | 伊勢聡史       | 使教科書連結起來，能像鎖鏈一樣地連接自在操縱的魔法。為了打算懲罰輕浮的伊勢薰而使用。                   | M:6(1卷)  |
| KO之鎚（KOハンマー）         | 魔法卡強盜山根 | 能立即巨大化的棒槌，被擊中的人會立刻昏厥倒地。                                                         | M:8(2卷)  |
| 黑色橡皮筋之網（ブラックバンドウェッブ） | 宇和井玲       | 巨大化自己綁頭髮的橡皮筋瞬間編成大型彈力網的魔法。                                                     | M:11(2卷) |
| 任意包巾（どこでも風呂敷）       | 八条宗二       | 將自己的西裝外套巨大化，貌似大型包巾包住目標使之拘禁。                                                 | M:11(2卷) |
| 手銬囚禁魔法       | 永井龍堂       | 操縱巨大的手銬，捕獲對象。                                                                             | M:12(2卷) |
| 碳之箭（カーボンアロー）         | 2年級男學生    | 將魔法卡插入自動鉛筆芯，使筆芯巨大化用來當作箭放射攻擊。                                               | M:13(2卷) |
| 將棋巨大化魔法     | 柊賢二郎       | 把將棋巨大化，丟向九澄用來示範說明M0卡的消除化魔法。                                                   | M:18(3卷) |
| 配件巨大化魔法     | 皆口南海       | 把配件巨大化，變成巨大的斧頭作為武器，重量也隨之增加。                                                 | M:26(3卷) |

### 視覺效果魔法（印象型）
能夠將改變樹幹花紋之類似的魔法。沒有攻擊力，不過用來當作視覺情報操縱相當有用。是柊愛花擅長的魔法類型。
可透視線（ - ）
- 使用者：柊愛花

能讓光線的通過或反射的變化，使所視透明化的魔法。
M:10(2卷)
DELETER（デリーター）
- 使用者：1年級男學生

可隨意更改身體的外觀網點。叢林作戰模糊身形匿蹤的魔法。
M:25初出（3卷）
完全透明的我（限りなく透明な私）
- 使用者：柊愛花、九澄大賀(完結篇)

能夠把自己和接觸到的任何物品透明化的魔法。
M:26初出（3卷）

### 物體操作魔法（控制型）
能操縱物體和人的魔法。乾深千夜擅長的類型。
一髪操作小（一髪操作小）
- 使用者：乾深千夜

在人型的小娃娃上綁上目標頭髮，搖動那個娃娃施法目標會像娃娃的情況那樣搖動。1支頭髮只能操作1項動作。
M:7(1卷)
ONE COIN PLAYER（ワンコインプレーヤー）
- 使用者：乾深千夜

透過對控制器輸入魔法，使其使用者成為強大的格鬥技專家。不在規定時間內打敗對手，無法解除魔法，被操控的人會剝奪其行動的自由。故意在戰鬥中放水也無法解除魔法，最後逼不得已九澄使用M0卡將魔法消除。
M:18初出（3卷）
指揮紙（しきがみ）
- 使用者：乾深千夜（分身）

人型的紙，在一定的時間內讓紙聽其命令的操作魔法，紙上數字代表維持效果，倒數至00即魔力消失解除。
M:22初出（3卷）
指揮紙EX
指揮紙の巨大化バージョン。リアルタイムで操作が可能。
M:46初出（5卷）
G・P・S（グレイトペーパースペシャル）
- 使用者：三國久美（＋伊勢薰）

運用魔力操控衛生紙任意飛行。初登場時結合伊勢的磁力魔法吸住抵抗的分身。
M:23初出（3卷）
馬赫自動筆炸彈（マッハシャーペンボム）
- 使用者：1年級女學生

類似自動筆的炸彈，超高速的周圍飛動的魔法。
M:25初出（3卷）
GO!!! ESCAPE（GO!!! エスケープ）
- 使用者：津川駿

大大提高了速度和力量的魔法滑板，可以無視重力的飛簷走壁。
M:26初出（3卷）

### 物體磁化魔法
使物質和人體上充滿磁力，磁鐵化的魔法。伊勢薰擅長的魔法類型。
30秒的磁力（ - ）
- 使用者：伊勢薰

插入魔法卡的物體能夠吸附在有磁性物體的魔法，不過只能維持30秒。
M:5(1卷)
上昇磁龍（ - ）
- 使用者：柊愛花

用磁力讓物質浮起的魔法。
M:7(1卷)
快速磁力（クイックマグネット）
- 使用者：伊勢薰

將魔法卡穿過的物品變成磁鐵。魔法卡並無停留於物體中，因此效果只有10秒。
M:22(3卷)
金蛋的鵝（金のがちょう）
- 使用者：伊勢薰

運用磁力將人吸住，但伊勢魔力太弱最多僅能吸附四個人。
M:26(3卷)

### 身體變化魔法
讓自己或對象的身體能力和構造，形狀等變化的魔法。
魔法卡通之手（カトゥーン・ハンド）
- 使用者：柊賢二郎、九澄大賀(完結篇)

將拳頭變大的魔法。
M:6(1卷)
變身魔法（名称不明）
- 使用者：魔法卡強盜

把嚼過的口香糖黏在身上，不僅是臉而是全身改變的魔法。但因為體積不變，必須根據變身對象脫去自己衣物減少體積。
M:8(2卷)
測謊魔法（名称不明）
- 使用者：花先音芽

辨別對象是否說謊的魔法。為了得知確認九澄的真心話而使用。
M:10(2卷)
身體一分為二的魔法（名称不明）
- 使用者：百草紀理子

用她的銳利長髮將對象者切半，分為原本身體大小一半的兩個分身，魔法卡分身也可使用，而力量折半。作為第二場魔法考試項目「捉迷藏」，二小時內把逃跑的另一半抓到就通過考試，摸到分身即可變回原樣。
M:21初出（3卷）
化紙綿掌（ペーパーハンド）
- 使用者：1年級男學生

雙手變得像紙一樣薄的魔法。
M:25初出（3卷）
幻影右拳＋黃金左拳（幻の右＋黄金の左）
- 使用者：下田明歩

雙手具現化出黃金拳頭，向目標對象連續出拳攻擊。
M:26初出（3卷）
神聖之手（ホーリーハンド）
- 使用者：柊賢二郎(M:94)

將手巨大化，跟魔法卡通之手不同，上面有十字架的圖案。 實際作用不明。初次登場為BM0操作訓練使用。
美·氣球（- ）
- 使用者：今美可子

將自己的身體膨脹成氣球狀，在從嘴裡放出空氣藉此高速移動

### 放出系魔法
- 聲震彈（ - ）

使用者：柊愛花(M:1)、九澄大賀(M:94)
將聲音凝聚成實體的砲擊，給予對手衝擊性的傷害。屬於上級魔法的緣故，用一次即會佔滿RI魔法卡的容量上限。
- 昇天使（ - ）

使用者：觀月尚美
從對方頭上放出類似天使光環的東西，強制對方漂浮在空中。

### 分類不明的魔法
M0
- 使用者：九澄大賀

可以使魔法無效化，詳情請看魔法卡種類--->M0。
THE ROCKY HORROR SHOW（ロッキーホラーショウ）
- 使用者：永井龍堂

永井的針織帽「洛基」骷髏具現型態。最多能出現兩天，但與時間無關，一讓它出現必會消耗大量的魔力。
M:12（2卷）
洛基恐怖秀（ロッキーホラーステージ）
「洛基」巨大化的魔法，一旦使用會消耗所有魔力。
陰影冒出巨大手腕的魔法
- 使用者：柊賢二郎

由自身影子具現化巨大的手腕，可緊抓住人。九澄要對柊老師惡作劇就遭到背後的影子手腕抓住。
M:12（2卷）
老爸之魂（親父の魂）
- 使用者：門庭福夫

在麥克風注入「寒冷」魔法，講冷笑話會使聽者感覺溫度下降0.3度的魔法。愛花喜愛聽相聲笑話而不受魔法影響。
M:25初出（3卷）

## 出版書籍
| 卷數 | 日文副標題 | 中文副標題       | 集英社        | 集英社                 | 東立出版社     | 東立出版社             |
| 卷數 | 日文副標題 | 中文副標題       | 發售日期      | ISBN                   | 發售日期       | ISBN                   |
| ---- | ---------- | ---------------- | ------------- | ---------------------- | -------------- | ---------------------- |
| 1    |            | 魔法學校!?       | 2006年11月2日 | ISBN 4-08-874277-X     | 2007年7月31日  | ISBN 978-986-11-9308-3 |
| 2    |            | 學生會魔法執行部 | 2007年3月2日  | ISBN 978-4-08-874321-0 | 2007年9月3日   | ISBN 978-986-11-9309-0 |
| 3    |            | 魔法考試         | 2007年5月2日  | ISBN 978-4-08-874344-8 | 2007年10月2日  | ISBN 978-986-10-0111-1 |
| 4    |            | 九澄大賀探險隊   | 2007年7月4日  | ISBN 978-4-08-874386-5 | 2008年1月3日   | ISBN 978-986-10-0319-1 |
| 5    |            | 班際對抗賽       | 2007年9月4日  | ISBN 978-4-08-874415-2 | 2008年1月24日  | ISBN 978-986-10-0676-5 |
| 6    |            | 回到起點         | 2007年11月2日 | ISBN 978-4-08-874436-0 | 2008年1月31日  | ISBN 978-986-10-1001-4 |
| 7    |            | M0荊棘之路       | 2008年1月4日  | ISBN 978-4-08-874468-1 | 2008年3月4日   | ISBN 978-986-10-1385-5 |
| 8    |            | 文化季大騷動     | 2008年3月4日  | ISBN 978-4-08-874487-2 | 2008年5月26日  | ISBN 978-986-10-1557-6 |
| 9    |            | 第二次魔法考試   | 2008年6月4日  | ISBN 978-4-08-874513-2 | 2008年8月1日   | ISBN 978-986-10-2035-8 |
| 10   |            | 再見了！聖凪！   | 2008年8月4日  | ISBN 978-4-08-874554-X | 2008年10月22日 | ISBN 978-986-10-2388-5 |

## 外部連結
- （日語）魔法零蛋綜合wiki - livedoor Wiki （页面存档备份，存于）